# 御殿町 (越谷市)
御殿町（ごてんちょう）は、埼玉県越谷市の町名。現行行政町名は御殿町のみ。丁番のない単独町名である。住居表示実施地区。郵便番号は343-0811。

## 地理
埼玉県の東部地域で、越谷市の中部に位置する。越谷駅東口の北東部にあたる。町名は越谷市指定記念物・旧跡である越ヶ谷御殿を由来としており、現町域とほぼ同じ範囲で御殿があった。

### 河川
- 元荒川
- 逆川

## 歴史
- 1966年（昭和41年）8月1日 - 大字越ヶ谷の一部から御殿町が成立。

## 世帯数と人口
2018年（平成30年）3月1日現在の世帯数と人口は以下の通りである。
| 町丁   | 世帯数  | 人口  |
| ------ | ------- | ----- |
| 御殿町 | 171世帯 | 378人 |

## 小・中学校の学区
市立小・中学校に通う場合、学区（校区）は以下の通りとなる。
| 番地 | 小学校               | 中学校             |
| ---- | -------------------- | ------------------ |
| 全域 | 越谷市立越ヶ谷小学校 | 越谷市立中央中学校 |

## 交通

### 道路
- 東京都道・埼玉県道49号足立越谷線（日光街道）
- 久伊豆通り

## 施設
- 越谷幼稚園
- 越ヶ谷御殿跡碑
- 御殿町自治会館
- 日本基督教団 越谷教会
- 御殿町ふれあい公園